# 维生素过多症
维生素过多症（英語：Hypervitaminosis），亦称维生素中毒症，是指由于摄入过量维生素而引发的中毒症状，这类疾病根据与其有关的维生素的字母进行定名，例如摄入过多维生素A引发的中毒症状叫做维生素A过多症。
一般来说，日常饮食並不会摄入过量的维生素的，只有当额外补充维生素（例如维生素片剂等）时才容易引发维生素过多症。如果摄入了大量的强化食品，也有可能会因其所含大量的脂溶性维生素而引发维生素中毒，但是食物中的维生素含量一般不会达到有害程度。
在美国农业部建议的参考膳食摄入量中规定了大多数维生素在日常饮食中的摄入上限值。

## 脂溶性维生素
维生素过多症一般是由脂溶性维生素引起的，复合维生素B等少数例外也可以引发该病症，脂溶性维生素进入人体后主要储存在肝脏和脂肪组织中。这类维生素在人体中存留的时间要比水溶性维生素存留时间长。
脂溶性维生素引起的维生素过多症主要有：
- 维生素A过多症
- 维生素D过多症
- 维生素E过多症
- 维生素K过多症

## 矿物质
高剂量的矿物质营养片剂也可能带来副作用并使人中毒，一般而言多发生于摄入高剂量含铁补充剂的情况。